# Hexatoma nigrivertex
Hexatoma nigrivertex är en tvåvingeart som beskrevs av Alexander 1958. Hexatoma nigrivertex ingår i släktet Hexatoma och familjen småharkrankar.
Artens utbredningsområde är Madagaskar. Inga underarter finns listade i Catalogue of Life.